# Christina Julien
Pour les articles homonymes, voir Julien.
Christina Julien (née le 6 mai 1988 à Cornwall en Ontario) est une joueuse de football (de soccer) canadienne évoluant au poste d'attaquante. Elle est membre de l'Équipe du Canada de soccer féminin (48 sélections en date du 31 juillet 2012).  

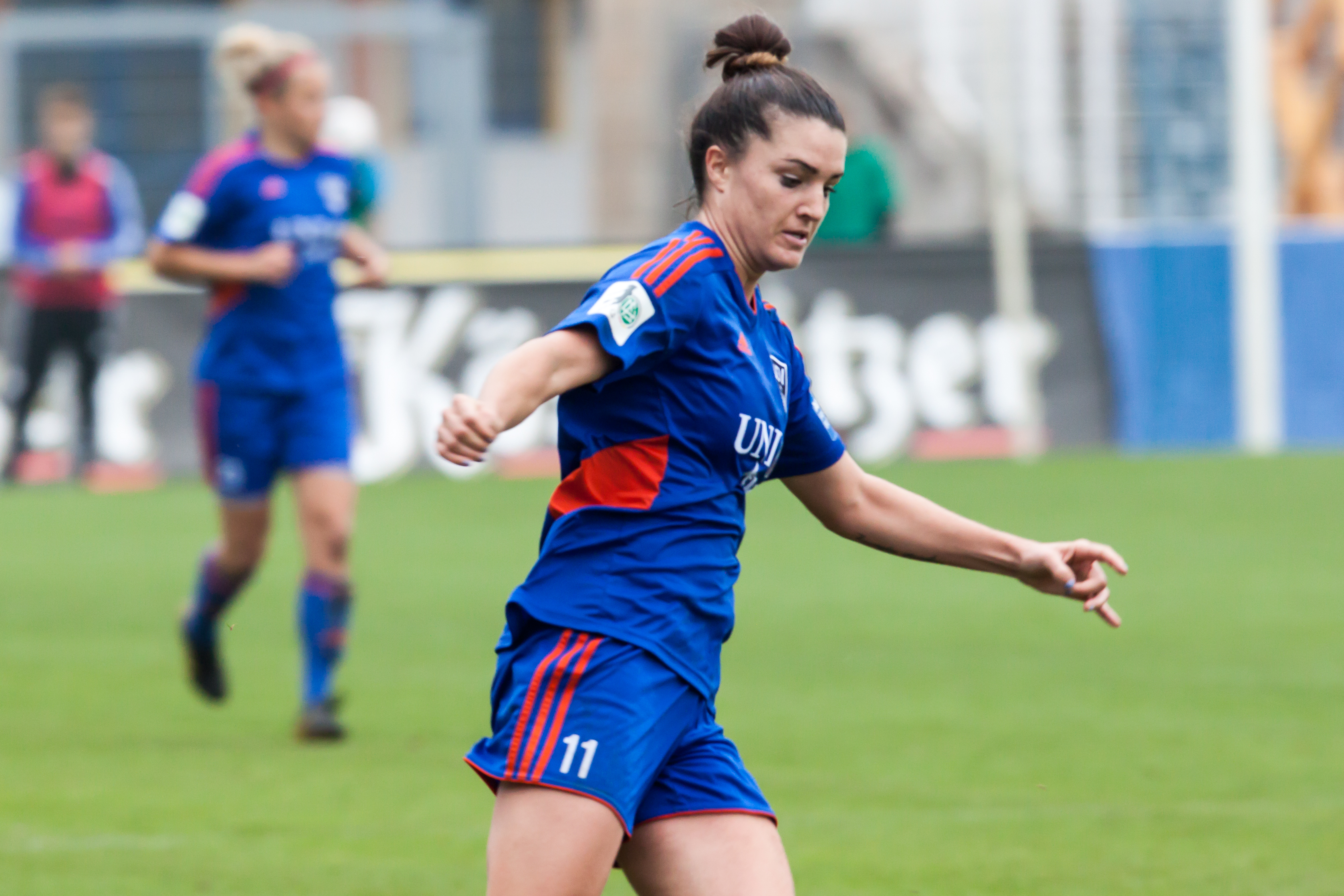
Christina Julien 2014

## Biographie

### Carrière en club
Julien a 5 ans quand elle commence à jouer au soccer. Elle se développe dans les équipes juvéniles des Fury d'Ottawa. Elle franchit les échelons du programme Jeunesse des Fury où elle obtient une bourse pour l'Université James Madison. 

#### NCAA
De 2006 à 2009, Julien joue pour les Dukes de James Madison évoluant dans la Première Division NCAA. En 2006, elle remporte le titre de la recrue de l'année. Elle est par ailleurs diplômée en Kinésiologie.

#### W-League
Julien joue 5 saisons dans la W-League :
Chronologie :
- 2007 : Fury d'Ottawa[4]
- 2008 : Fury d'Ottawa [5]
- 2009 : Comètes de Laval[6]
- 2010 : Fury d'Ottawa [7]
- 2011 : Fury d'Ottawa[8]

#### Damallsvenskan
En février 2012, elle signe avec le club de Jitex BK dans la Damallsvenskan (championnat suédois),.

### Carrière en sélection nationale
En mars 2009, Christina Julien fait ses débuts avec l'Équipe du Canada de soccer féminin. Elle est sélectionnée pour le Tournoi de la coupe de Chypre en 2009. Elle participe également à la Coupe du monde féminine 2011 avec l'équipe du Canada. 
Julien prend part avec le Canada au tournoi de qualification pré-olympique de la Concacaf en marquant le premier but de la compétition lors du match contre Haïti. Elle est sélectionnée comme l'une des trois réservistes de l'équipe canadienne pour le Tournoi féminin de football aux Jeux olympiques d'été de 2012.

## Palmarès

### En équipe nationale
- Médaille d'or aux Jeux panaméricains 2011
- Médaille d'or lors du Championnat féminin de la CONCACAF 2010

### En club

#### Fury d'Ottawa
- Championnat de conférence : 2011
- Championnat de division : 2007, 2008, 2010 et 2011